# 石橋竜史
石橋 竜史（いしばし りゅうじ、1971年（昭和46年）11月9日 - ）は、日本の元タレント、元政治家。元フリーアナウンサー、ローカルタレントを経て広島市議会議員に4回当選した。

## 来歴
長崎県生まれ。母方の実家は長崎県西彼杵郡長与町。生後半年ほどで父の仕事の関係により広島県へ転居。
安芸郡府中町の小学校、中学校を経て広島電機大学附属高等学校（現広島国際学院高等学校）に入学。硬式野球部の主将を務める。卒業後上京して芸能事務所のホリプロに所属する。お笑いライブやテレビなどに出演しながら渋谷のイベントホールでディナーショーの司会を務め、同時にアナウンス業や演技も学ぶ。1995年に渡米、ニューヨークを経てカナダのトロントへ渡り、FMラジオ局で生放送番組のDJを務めた。
1998年より、広島県内を中心にフリーアナウンサーとしての活動を開始。2000年よりJリーグ・サンフレッチェ広島のホームゲームにおけるスタジアムDJを務め、背番号「1484」のレプリカユニフォームをトレードマークにした「DJ 1484」としてサポーターから親しまれた。
2006年より、波田健一・いまおかゆう子・松藤好典とともに、難病に立ち向かう子とその保護者をサンフレッチェのホームゲームに招待する「スマイルシート」を設立。また、市民団体「ALL FOR HIROSHIMA」を立ち上げ、献血の啓蒙活動や広島のスポーツ振興などに取り組んでいた。
2011年2月に、政治家への転身と、同年4月に行われる広島市議会議員選挙へ安佐南区から立候補することを表明。これに伴い、同年3月末日をもってサンフレッチェの公式スタジアムDJ職を貢藤十六が引き継ぐ。無所属、特定政党の支援なしで選挙戦を戦い、4月10日の投開票では自由民主党の現職候補らを抑えてトップ当選を果たした。
当選後は自由民主党系会派の一つである自由民主党・保守クラブに所属し、建設委員会、都市活性化対策特別委員会、広報委員会などで副委員長を担当。政治活動に専念してタレント活動は基本的に行なっていなかったが、2014年の8月には、サンフレッチェ広島の試合（第26節・対サガン鳥栖戦）が台風の影響で順延され、代替開催日が別の仕事と重なってしまった貢藤の代理で、現役議員のまま1試合限りで3年ぶりのスタジアムDJを務めた。
2019年4月7日に行われた市議選で3期目の当選を果たした。
2023年4月9日に行われた市議選で4期目の当選を果たした。
2024年5月2日付けで失職した。

## 人物
- 家族は妻、娘、両親がいる[3]。趣味はスポーツ全般、読書、音楽鑑賞[3]。座右の銘は「ただ生きるな、よく生きよ」である[3]。憧れの人物はエディ・マーフィ[1]。

## 参院選をめぐる現金買収事件
3選から3か月後の2019年7月21日、第25回参議院議員通常選挙が執行され、元自民党県議の河井案里が初当選した。
2020年6月18日、東京地検特捜部は、衆議院議員の河井克行と参議院議員の河井案里が参院選をめぐり、広島県内の地方議員や首長ら94人に投票や票の取りまとめを依頼し、計約2,570万円の報酬を渡したとして、両夫妻を逮捕した。克行は証拠品を押収される前に、パソコンから現金配布先の名前や金額を記載したリストのデータを削除していたが、検察は電子データを解析する「デジタル・フォレンジック」を実施し、削除されたリストを復元。これが逮捕の決め手となった。
同年6月25日、石橋は広島市役所で記者会見を行い、2019年4月の市議選の当選祝いとして同年5月に克行の事務所応接室で（胸元に）封筒をねじ込まれ、30万円を受領したと告白した。その際に克行は『収支報告する必要はない』『これは2人だけの秘密だからね。わかっているね』と発言したという。石橋は、買収の意図は認識しなかったとしている。過去にも克行から「（収支報告書に）記載する義務はないから」と、10万円をカバンにねじ込まれたこともあったと証言し、「（克行に）コントロールされていく、手足を縛られていくような感覚があった」とふり返った。翌6月26日には、同じ安佐南区選挙区の広島市議の谷口修も克行から現金50万円を受け取ったことが明らかとなった。同日、広島市議の沖宗正明も克行から現金計50万円を受け取ったと明かした。
2022年1月28日、東京地方検察庁が不起訴にした広島の地元議員ら100人のうち、35人が検察審査会に「起訴相当」と議決されたことが公表された。その中に含まれていた石橋は自身のブログで、「私は国民の方々から選出された11人の民意による決議に対して当然ながら、間違っても異を唱えるつもりはなく厳粛に受け止めています」と述べた。
同年3月14日、広島地方検察庁は、起訴相当と議決された35人のうち、9人を在宅起訴、25人を略式起訴した。病気療養中の広島市議児玉光禎については不起訴とした。石橋は在宅起訴された。石橋は「買収の意図は全く感じていなかった。（疑いを）晴らして次に進みたい」とコメントした。
同年3月17日、広島市議会は、石橋を含む在宅起訴された6人の市議に対する辞職勧告決議案を賛成多数で可決した。その場で石橋は「あらためて私は絶対に買収には手を染めていないとの激しい感情を覚えた次第です。あらゆる事象を公にしていきながら今回の大規模にわたる一件を必ずや未来の政治に社会に生かしたい。まずは引き続きご負託を頂戴した任期を謹んで全身全霊を注ぎ全うしたい」「絶対に買収に手を染めていない。私には無罪を証明する機会が残されている」と弁明した。
2023年5月10日、大規模買収事件の初公判で石橋は「元法相からの30万円は当選祝い」と無罪を主張。
2023年7月21日、広島地方裁判所（石井寛裁判長）は、『現金の受け取りは受動的・消極的なものであったとはいえ、克行から「2人だけの秘密である」と伝えられながら、収支報告書に記載しなかったことは、石橋被告が買収の意図を認識していたことを示すものである』として、石橋に罰金25万円、追徴金30万円の有罪判決を言い渡した。2023年7月26日、控訴。
2023年11月9日、控訴審初公判、即日結審。12月20日、広島高等裁判所（森浩史裁判長）は罰金25万円、追徴金30万円とした一審広島地裁判決を支持し、石橋の控訴を棄却した。
2023年12月26日、石橋は、一審判決を支持した広島高等裁判所判決を不服として最高裁判所に上告。
2024年4月15日付で最高裁判所第1小法廷の裁判長岡正晶は上告を退ける決定をした。石橋は17日付で上告棄却の決定を不服として最高裁に異議を申し立てた。TSSの取材に「最後の最後まで戦う」と話した。
最高裁は2024年4月30日付で石橋の異議申し立てを棄却し有罪判決が確定した。石橋は2024年5月2日付けで失職し、公民権が5年間停止された。河井事件で議員を失職したのは安芸太田町議会議員に続いて2人目となった。

## テレビ

### 過去の出演番組
- ひろしま満点ママ!! （月曜レギュラー、2001年 - 2011年1月31日）
- 夜型人間（2007年4月13日-2010年3月19日）
唯一第1回から最終回まで一度も休まず出演した